# Poltys turritus
Poltys turritus is een spinnensoort in de taxonomische indeling van de wielwebspinnen (Araneidae).
Het dier behoort tot het geslacht Poltys. De wetenschappelijke naam van de soort werd voor het eerst geldig gepubliceerd in 1898 door Tord Tamerlan Teodor Thorell.